# Лењинградска нуклеарна електрана
Лењинградска нуклеарна електрана, ЛНЕ (рус. Ленинградская атомная электростанция, ЛАЭС) активна је нуклеарна електрана смештена у западном делу Лењинградске области, на северозападу европског дела Руске Федерације. Електрана се налази на јужној обали Финског залива Балтичког мора, код града Сосновог Бора, на око 70 километара југозападно од историјског центра Санкт Петербурга. Ради под управом руске националне компаније задужене за нуклеарну енергију „Росенергоатом“.
Радови на изградњи овог енергетског објекта започели су у септембру 1967. године, а први блок са радом је почео током 1973. године. Потом су у погон пуштена и преостала три енергетска блока (редом 1975, 1979. и 1981. године). Електрана поседује 4 енергетска блока, односно 4 нуклеарна реактора типа РБМК-1000, капацитета од по 1000 MW. Електрана годишње произведе у просеку око 28 милијарди kWh електричне енергије.
Постепено искључивање реактора планирано је у периоду од 2018. до 2026. године, а њену улогу ће да преузме новоизграђена нуклеарка ЛНЕ2 чији би први реактор са радом требало да почне крајем 2017. године.
| Реактор     | Тип реактора | Снага   | Снага    | Градња започела | Повезивање на мрежу | Почетак рада  | Затварање     |
| Реактор     | Тип реактора | Нето    | Бруто    | Градња започела | Повезивање на мрежу | Почетак рада  | Затварање     |
| ----------- | ------------ | ------- | -------- | --------------- | ------------------- | ------------- | ------------- |
| Лењинград-1 | РБМК-1000    | 925 МВт | 1000 МВт | 01. 03. 1970.   | 21. 12. 1973.       | 01. 11. 1974. | 21. 12. 2018. |
| Лењинград-2 | РБМК-1000    | 925 МВт | 1000 МВт | 01. 06. 1970.   | 11. 07. 1975.       | 11. 02. 1976. | 10. 11. 2020. |
| Лењинград-3 | РБМК-1000    | 925 МВт | 1000 МВт | 01. 12. 1973.   | 07. 12. 1979.       | 29. 06. 1980. | 2025. (план)  |
| Лењинград-4 | РБМК-1000    | 925 МВт | 1000 МВт | 01. 02. 1975.   | 09. 02. 1981.       | 29. 08. 1981. | 2025. (план)  |